# Anopina scintillans
Anopina scintillans é uma mariposa da família Tortricidae. Pode ser encontrada em Guerrero, México.